# Il cieco che non voleva vedere Titanic
Il cieco che non voleva vedere Titanic (Sokea mies, joka ei halunnut nähdä Titanicia) è un film del 2021 scritto, diretto e co-prodotto da Teemu Nikki.

## Trama
Jaakko è un uomo costretto in sedia a rotelle da una sclerosi multipla che l'ha privato quasi completamente anche della vista: il che è per lui doppiamente una tragedia, da appassionato di cinema con la casa tappezzata di DVD e Blu-ray di film che non potrà più rivedere. Le sue giornate sono scandite dalle visite della badante, che apostrofa scherzosamente di volta in volta come "Annie Wilkes" o "Ratched" per vedere la sua reazione una volta cercato su Internet che significhi, le chiamate d'obbligo del padre, che ne fanno squillare la suoneria vocale sempre agli stessi orari, e il fumare cannabis terapeutica per ridurre di un poco il dolore alle gambe, qualcosa che non impedisce ai vicini di dispensare meschinità al riguardo, per poi addormentarsi e sognare di correre di nuovo. Oltre alla sua onnipresente ironia, a salvare Jaakko dalla tanto detestata quotidianità sono le chiamate di Sirpa, una donna anch'essa malata con cui si sente da un po' e si trova bene. Dopo aver scoperto che il film preferito di Sirpa è Titanic, che lui, da estimatore del "vero" James Cameron, odia con tutto sé stesso pur senza averlo mai visto e che per caso possiede in DVD, Jaakko coglie l'occasione per incontrarla di persona, temendo l'aggravarsi delle condizioni di entrambi: una manciata di chilometri di viaggio diventeranno però con le condizioni di Jaakko un'odissea dai risvolti inaspettatamente tragici, che affronterà con la consueta dignità e umorismo.

## Produzione
Il regista Teemu Nikki e il protagonista Petri Poikolainen erano stati militari di leva assieme da giovani, confidandosi il loro desiderio di diventare rispettivamente un cineasta e un attore, per poi perdersi di vista per 24 anni. Il film è nato per caso dall'incontro fortuito tra Nikki e Poikolainen, la cui carriera di attore diplomato all'Accademia di teatro di Helsinki era nel frattempo stata stroncata dalla sclerosi multipla che entro il 2011 l'aveva reso cieco e paraplegico come Jaakko.
Ammirato dall'indipendenza con cui Poikolainen conduceva comunque la sua vita, Nikki gli ha proposto di girare un corto assieme, poi rapidamente divenuto un lungometraggio. Nonostante ciò avrebbe richiesto il dettare ogni battuta all'attore affinché imparasse a memoria grosse quantità di dialogo, Nikki era ben deciso a non realizzare un documentario su di lui, ma un film che ne sfruttasse la capacità attoriali. Conscio dell'aggressività della malattia, ha scritto la sceneggiatura nel giro di due settimane in estate, cominciando a girare subito dopo. Per il personaggio di Sirpa, Nikki si è ispirato a sua sorella, affetta dalla stessa malattia e grazie alla quale aveva ripreso i contatti con Poikolainen. La passione di Jaakko per il cinema di genere anni '80 e la sua opinione su Titanic sono invece elementi della sua personalità.
Il film è girato quasi esclusivamente in particolari delle mani o primissimi piani del volto di Jaakko, per simulare il "punto di vista" di un cieco che vede il mondo solo attraverso gli altri sensi. Similmente, gli obiettivi della macchina da presa sono stati avvolti nella pellicola alimentare per diminuire il più possibile la nitidezza ai bordi dell'immagine. L'altra ragione per far ciò è quella di facilitare il più possibile le riprese a Poikolainen rispetto a delle riprese più convenzionali. Per l'appartamento di Jaakko, è stato usato quello dell'attore stesso, così come molti altri attori erano suoi ex-compagni di corso all'Accademia di teatro di Helsinki.

## Distribuzione
Il film è stato presentato in anteprima nella sezione "Orizzonti Extra" della 78ª Mostra internazionale d'arte cinematografica di Venezia il 10 settembre 2021, data nella quale è stato anche distribuito nelle sale cinematografiche finlandesi da It's Alive Films. È stato distribuito nelle sale cinematografiche italiane da I Wonder Pictures a partire dal 14 settembre 2021, contemporaneamente anche sulla piattaforma streaming del distributore, IWONDERFULL.

## Riconoscimenti
- 2021 - Mostra internazionale d'arte cinematografica[5]
  - Premio degli spettatori - Armani Beauty
- 2022 - Premi Jussi[6]
  - Miglior attore a Petri Poikolainen
  - Miglior sonoro a Sami Kiiski ed Heikki Kossi
  - Candidatura per il miglior film a Jani Pösö e Teemu Nikki
  - Candidatura per il miglior montaggio a Jussi Sandhu